# العلاج ببول الإبل

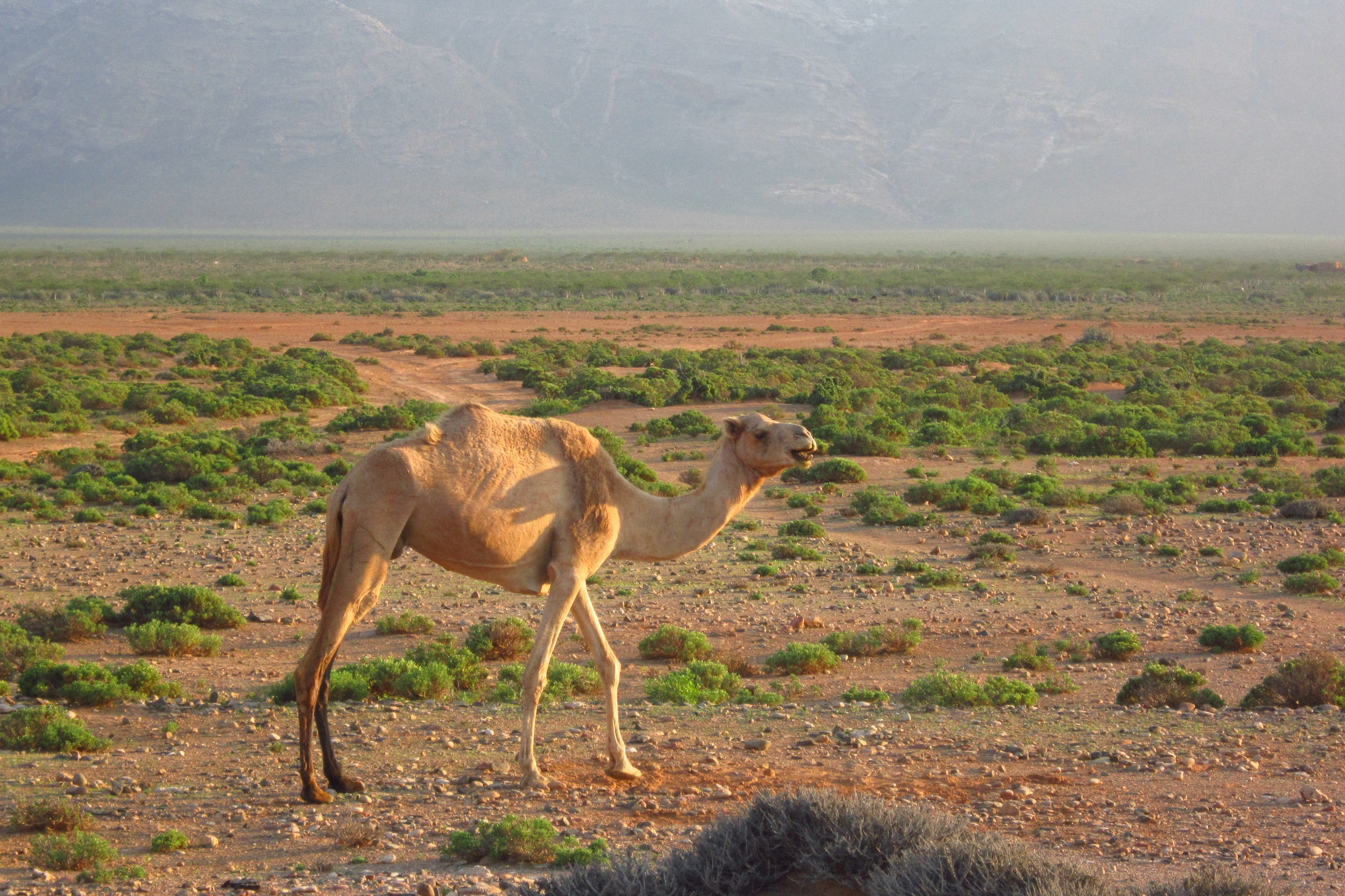
جمل في سقطرى

العلاج ببول الإبل هو استعمال بول الإبل اعتقادًا بمعالجته للأمراض العضوية في جسم الإنسان، ويؤمن بهذا العلاج بعض المسلمون السُّنَّة والشيعة،  يوجد جدل حول فعالية بول الإبل في المعالجة، وتوجد دراسة علمية نشرت على موقع NCBI تقول أن بول الأبل يحتوي على مواد مضادة للسرطان. نصحت منظمة الصحة العالمية بتجنب بول الإبل، حيث تم الربط بينه وبين متلازمة الشرق الأوسط التنفسية. يعتقد أن لدى الجمال علاقة بانتقال المرض إلى البشر ولكن من غير المؤكد كيف يحدث ذلك.
الجمل هو أحد أنواع الماشية المهمة التي تلعب دورًا رئيسيًا في نمط الحياة الرعوية من خلال تلبية المتطلبات الأساسية للمعيشة. تقليديا، تم استخدام بول الإبل في علاج الأمراض التي تصيب الإنسان. وأما الفوائد الصحية لشرب بول الإبل فقد ثبت ذلك من خلال الأبحاث العلمية الحديثة. يحتوي بول الإبل على تركيبة كيميائية حيوية غير عادية وفريدة من نوعها تساهم في القيم الطبية. أظهر التركيب الكيميائي لبول الإبل وجود قواعد البيورين، وهيبوزانتين، والصوديوم، والبوتاسيوم، والكرياتينين، واليوريا، وحمض البوليك، والفوسفات. يمكن استخدام الجزيئات النانوية الموجودة في بول الجمل لمحاربة السرطان. لبول الإبل نشاط مضاد للميكروبات ضد البكتيريا المسببة للأمراض. تحتوي مكوناته الكيميائية والعضوية أيضًا على خصائص مثبطة ضد نمو الفطريات والصفائح الدموية البشرية والأمراض الطفيلية بشكل رئيسي داء اللفافة في العجول. يمكن استعادة الحالة الصحية للكبد من خلال تناول النظام الغذائي والمعادن في بول الإبل. يُستخدم بول الإبل من قبل أصحاب الإبل والبدو كدواء بطرق مختلفة. كان البدو في الصحراء العربية يخلطون بول الإبل بالحليب. مؤخرا؛ حذرت منظمة الصحة العالمية من شرب بول الإبل بسبب المحاولة الحديثة للحد من تفشي متلازمة الجهاز التنفسي (MRS) في الشرق الأوسط. لا توجد جرعة علمية لبول الإبل لاستخدامه كدواء لأمراض مختلفة وتختلف طرق تكوين بول الإبل والاستفادة منه لرعاية المرضى من دولة إلى أخرى. لذلك، فإن أغراض هذا الاستعراض تصف التركيب الكيميائي الحيوي لبول الإبل سيتم استخراجه علميًا وصياغته كعلاج بدلاً من شرب البول الخام وتأثيره على صحة الإنسان.

## في التراث الإسلامي
روى البخاري في صحيحه عن أنس بن مالك قال: «أن ناسا، اجتووا في المدينة فأمرهم النبي ﷺ أن يلحقوا براعيه ـ يعني الإبل ـ فيشربوا من ألبانها وأبوالها، فلحقوا براعيه فشربوا من ألبانها وأبوالها، حتى صلحت أبدانهم فقتلوا الراعي وساقوا الإبل، فبلغ النبي ﷺ فبعث في طلبهم، فجيء بهم فقطع أيديهم وأرجلهم، وسَملَ أعينهم. قال قتادة فحدثني محمد بن سيرين أن ذلك كان قبل أن تنزل الحدود.» قال أهل اللغة: الجوى داء يصيب الجوف. وفي رواية ثابت عن أنس: «إن ناسا كان بهم سقم قالوا: يا رسول الله آونا وأطعمنا»، وفي رواية غيلان «كان بهم هزال شديد»، وفي رواية أبي سعد «مصفرة ألوانهم»، وفي رواية همام عن قتادة عن أنس «فعظمت بطونهم»، فهذه الروايات توضح مفهوم الأمراض التي كانت عندهم، مثل اصفرار اللون، والهزال الشديد، وعظم البطون (الاستسقاء).
عند الشيعة يجوز التداوي ببول الإبل وبول غيرها مما يؤكل لحمه سواء
1. وعن السيستاني: لا بأس بشرب أبوال الانعام الثلاثة للتداوي وان لم ينحصر العلاج بها.
2. وقال الفاضل الهندي في كشف اللثام 9/ 290 : «نعم يجوز الاستشفاء بشرب بول الإبل وشبهه، بالاجمـــــاع».
3. «وبالجملة، يجوز شرب أبوال الإبل حتّى في حال الاختيار وصورة عدم التداوي، ويجوز بيعه أيضاً مطلقاً». (الآراء الفقهية المكاسب المحرمة - النجفي 1/47)
4. الصحيح الأوّل، وهو انّ بول الإبل وبول غيرها ممّا يؤكل لحمه سواء لا بأس بذلك، لأنّه طاهر عندنا، سواء كان لضرورة أو غير ضرورة. (مختلف الشيعة - الحلي 5/ 5)
5. وذكر العلامة الشيخ محمد بن الحسن الحر العاملي، المتوفى سنة 1104 هـ - 1731م في كتابه المشهور «وسائل الشيعة» «باب جواز شرب أبوال الإبل والبقر والغنم ولعابها والاستشفاء بأبوالها وبألبانها» عدة نصوص مروية بالإسناد عن أئمة أهل البيت، مما يمكن العودة إليها في هذا الكتاب

ومنها:
- «عن أبي عبد الله عليه السلام قال: سئل عن بول البقر يشربه الرجل قال: إن كان محتاجاً إليه يتداوى به يشربه، وكذلك أبوال الإبل والغنم».

- «عن الجعفري قال: سمعت أبا الحسن موسى- الكاظم- عليه السلام يقول: أبوال الإبل خير من ألبانها، ويجعل الله الشفاء في ألبانها».[10]

## كلامابن سينا
وقد نقل ابن القيم في مؤلفه زاد المعاد عن الطبيب ابن سينا صاحب كتاب القانون في الطب في علاج الاستسقاء: «وأنفعُ الأبوال: بَوْل الجمل الأعرابى، وهو النجيب.. انتهى.»، «وبول الجمل شديد النفع من الخشم ويفتح سدد المصفاة بقوة شديدة جداً..... وبول الجمل ينفع في الاستسقاء وصلابة الطحال لا سيما مع لبن اللقاح.»
وقد وصف ابن سينا في علاج الاستسقاء بأنواعه في كتابه القانون في الطب حيث قال: «ومن المعاجين وخصوصاً بعد التنقية الترياق والمثروديطوس ودواء الكركم ودواء اللك والكلكلانج البزوري وربما سقوا من ألبان الإبل الأعرابية وأبوالها وخصوصاً في الأبدان الجاسية القوية وخصوصاً إذا أزمن سوء القنية وكاد يصير استسقاء. وربما سقوا أوقيتين من أبوال الإبل من سكنجبين إلى نصف مثقال أو أكثر وكذلك في أبوال المعز.» وأيضا «وقد يخلط بأبوال الإبل وقد يقتصر عليها طعاماً وشراباً وقد يضاف إليها طعام غيرها.»
وقال في علاج أمراض الطحال: «يؤخذ منه كل يوم درهمان ويتبع ببول والانتفاع بألبان الإبل وأبوالها شديداً جداً.............  يؤخذ منه ملعقة ببول الابل او بول البقر او قشور الكبر اربعة دراهم راوند طويل درهمين بزر الفنجنكشت والفلفل من كل واحد ستة دراهم يتخذ منه اقراص.»

## أبحاث
- كشف عميد كلية العلوم الرباط ومدير المختبرات الطبية بجامعة الجزيرة السودانية عن تجربة علمية باستخدام (بول الإبل) لعلاج أمراض الاستسقاء وأورام الكبد أثبتت نجاحها لعلاج المرضى المصابين بتلك الأمراض.[15]
- كما قامت إحدى الباحثات في السعودية بتطوير علاجاً لبعض الأمراض الجلدية وبعض الجروح باستخدام أبوال الإبل حيث أنتجت مرهما محضرا من بول الإبل وحصلت على براءة اختراع من مدينة الملك عبد العزيز للعلوم والتقنية في السعودية وحصلت عن هذه الفكرة على ميدالية فضية وشهادة تقدير من معرض الاختراعات الدولي الذي عقد في العاصمة السويسرية جنيف في دورته الثالثة والثلاثين في عام 2005م وحصلت على الميدالية الذهبية للمرأة المخترعة من المنظمة العالمية للملكية الفكرية عن العلاج ببول الإبل.[16]

## الجدل حول الموضوع
مع وجود حديث رسول الله محمد صلى الله عليه وسلم عن التداوي ببول الإبل، أكد علماء العصر على البدء بمحاولة إنتاج دواء خاص منه لتسهيل العلاج.

## تحذيرات
- حذرت منظمة الصحة العالمية قائلة إلى أن يتسنى فهم المزيد عن فيروس متلازمة الشرق الأوسط التنفسية «كورونا» يجب على مرضى داء السكري والفشل الكلوي وأمراض الرئة المزمنة والأشخاص منقوصوا المناعة من عدم مخالطة الجِمال وأن يتجنبوا شرب لبنها النيء أو بولها أو أكل اللحم الذي لم يتم طهيُهُ على النحو السليم.[18]

## وصلات خارجية
| - مخترعة سعودية تفوز بميداليتين فضيتين من معرض الاختراعات الدولي في جنيف: أحلام العوضي طورت علاجا لأمراض جلدية باستخدام بول الإبل، جريدة الشرق الأوسط، 8 يونيو 2005 - فوائد ألبان وأبوال الإبل، حواج - لعلاج تساقط الشعر وأمراض أخرى: جدل ديني وعلمي حول إقبال اليمنيات على العلاج ببول الإبل، العربية نت، 10 يوليو 2008 - بول الإبل.. أحدث علاج للصلع، كنانة أون لاين، 10 فبراير 2008 - فوائد شرب أبوال الإبل، الإسلام سؤال وجواب - السعودية: كبسولات بول الإبل لمعالجة أمراض السرطان، سي إن إن العربية، 26 ديسمبر 2009 - د.فاتن خورشيد تتحدث عن التجارب وعلاج السرطان: العلاج بـ «بول الإبل»، الجمعية السعودية الخيرية لمكافحة السرطان، 4 مايو 2009 | - التداوي بألبان وأبوال الإبل: سنة نبوية ومعجزة طبية، موسوعة الإعجاز العلمي في القرآن والسنة - ألبان وأبوال الإبل دواء، برنامج النشرة الطبية، قناة الجزيرة، 4 يناير 2007 - تسجيل براءة اختراعه في 53 دولة أوروبية وأمريكا والصين والخليج: فاتن خورشيد لـ الوطن: دواء من «بول الإبل» يعالج 7 أنواع من السرطانات، جريدة الوطن الكويتية، 23 نوفمبر 2009 - حديث أبوال الإبل وألبانها، موقع الحقيقة - عالم سوداني يكشف خواص علاجية جديدة لعلاج امراض الاستسقاء واورام الكبد، وكالة الأنباء الكويتية كونا، 19 يونيو 2002 - الإبل أسرار وإعجاز، د.سليمان بن عبد الرحمن العنقري، جريدة الجزيرة السعودية، العدد 10132، 22 يونيو 2000 - التداوي بألبان الإبل وأبوالها، جامعة أم القرى |

### وصلات إنجليزية
| - Nanobodies, August 2005, Scientific American Magazine, by W. Wayt Gibbs, 6 Pages - The ship of the desert’s pharmaceutical cargo (2001), The Scientist, 21 Dec 2001 - Effect of camel urine on the cytological and biochemical changes induced by cyclophosphamide in mice., PubMed, U.S. National Library of Medicine, National Institutes of Health, 5 Jul 1996 - Vitamin C concentrations in blood plasma, tissues and urine: of camels (Camelus dromedarius) in Sudanese herds, Utrecht University, Netherlands, 2002 | - CHEMICAL CONSTITUENTS OF CAMEL'S URINE, Bernard E. Read, 1925 - CORRECTIVE EFFECT OF MILK CAMEL ON SOME CANCER BIOMARKERS IN BLOOD OF RATS INTOXICATED WITH AFLALTOXIN B1, Nadia A. Abdel Magjeed, Department of Biochemistry, Girl's College of Education, Jeddah, Kingdom of Saudi Arabia, 20 March 2005 - SEPARATION AND FORMULATION OF BIOACTIVE FRACTION AND SUBFRACTION FROM CAMEL URINE WORK AS ANTICANCER AGENT, Khorshid, Faten A. (Jeddah, SA), United States Patent Application, 3 Dec 2009 - YOUR BODY'S OWN MEDICINE, Urine Therapy |